# 牛玉珍
牛玉珍，現任國立交通大學衛生保健組講師，最高學歷為國防醫學院，曾任省立桃園醫院外科護理長。

## 歷年開設課程
| 學年度 | 課程名稱                                                                              |
| ------ | ------------------------------------------------------------------------------------- |
| 103-2  | 飲食與健康 急救理論與技術 健康餐點與關懷弱勢-服務學習二 樂齡服務與關懷-服務學習二     |
| 103-1  | 生態與健康 急救理論與技術 樂齡服務與成功老化-服務學習二 健康餐點與關懷弱勢-服務學習二 |
| 102-2  | 飲食與健康 急救理論與技術 生命意義與關懷-服務學習二 健康餐點與關懷弱勢-服務學習二     |
| 102-1  | 生態與健康 急救理論與技術 健康餐點與關懷弱勢-服務學習二 成功老化與長輩關懷-服務學習二 |
| 101-2  | 健康管理 急救理論與技術 成功老化與長輩關懷-服務學習二                                 |
| 101-1  | 照顧長輩點亮生命-服務學習二 生態與健康 急救理論與技術                                 |
| 100-2  | 服務學習 生命意義與終極關懷 急救理論與技術                                            |
| 100-1  | 照顧長輩點亮生命-服務學習二 生態與健康 急救理論與技術                                 |
| 99-2   | 生命意義與終極關懷 急救理論與技術                                                     |
| 99-1   | 關懷老人點亮生命-服務學習二 生命意義與終極關懷 急救理論與技術 生態與健康              |

- 資料來源[2][3]

## 參與期刊
- 資料來源[4][5]

## 相關活動
1. 曾發起學生夜間關電腦活動，與學生合力倡導夜間關電腦行動，藉由學生設計海報、拍攝宣傳影片、以及BBS網宣，向交大師生宣導夜間關機的重要，並於2009/6/9進行聯署最後得到250多名學生的聯署及宣示。[6][7][8] [9]
2. 擔任教育部國民及學前教育署高級中健康促進學校輔導訪視召集人，召集楊梅高中林桂鳳校長、呂榮豐主任、黃令宜護理師等輔導委員蒞桃園育達高中指導，分享經驗，並對桃園育達高中重視師生健康促進給予高度肯定。[10]
3. 曾受交通大學喀報[11]採訪有關於老人安養的議題。[12]